# Supercoupe de Belgique de football 2003
La Supercoupe de Belgique 2003 est un match de football qui a été joué le 2 août 2003, entre le vainqueur du championnat de division 1 belge 2002-2003, le FC Bruges et le vainqueur de la coupe de Belgique 2002-2003, La Louvière. Le FC Bruges remporte le trophée après la séance des tirs au but. C'est la onzième Supercoupe pour le club, la deuxième d'affilée.

## Feuille de match
| Titulaires : |  |
| |  |
| GK 23 Stijn Stijnen · RB 2 Olivier De Cock 70e · CB 26 Birger Maertens 46e · CB 6 Philippe Clement · LB 5 Peter Van Der Heyden · DM 3 Timmy Simons · RM 16 Sergiy Serebrennikov · LM 10 Nastja Čeh 58e · RW 7 Gert Verheyen · LW 18 Andrés Mendoza · CF 19 Rune Lange 65e · |  |
| Remplaçants : |  |
| RB 25 Hans Cornelis 70e · CB 4 David Rozehnal 46e · CF 15 Bengt Sæternes 65e · |  |
| Entraîneur : |  |
| Trond Sollied |  |

| Titulaires : |  |
| |  |
| GK 24 Silvio Proto · RB 14 George Blay · CB 4 Thierry Siquet · CB 6 Georges Arts · LB 7 Yannick Vervalle 7e · DM 15 Daniel Camus 85e · RM 18 Maamar Mamouni · LM 20 Manasseh Ishiaku · OM 12 Serge Djamba-Shango 80e · RF 25 Peter Odemwingie · LF 16 Davy Cooreman · |  |
| Remplaçants : |  |
| RM 15 Rogerio Benjamin De Oliveira 85e · CF 11 Frédéric Tilmant 80e · |  |
| Entraîneur : |  |
| Ariël Jacobs |  |

| Titulaires : |  |
| |  |
| GK 23 Stijn Stijnen · RB 2 Olivier De Cock 70e · CB 26 Birger Maertens 46e · CB 6 Philippe Clement · LB 5 Peter Van Der Heyden · DM 3 Timmy Simons · RM 16 Sergiy Serebrennikov · LM 10 Nastja Čeh 58e · RW 7 Gert Verheyen · LW 18 Andrés Mendoza · CF 19 Rune Lange 65e · |  |
| Remplaçants : |  |
| RB 25 Hans Cornelis 70e · CB 4 David Rozehnal 46e · CF 15 Bengt Sæternes 65e · |  |
| Entraîneur : |  |
| Trond Sollied |  |

| Titulaires : |  |
| |  |
| GK 24 Silvio Proto · RB 14 George Blay · CB 4 Thierry Siquet · CB 6 Georges Arts · LB 7 Yannick Vervalle 7e · DM 15 Daniel Camus 85e · RM 18 Maamar Mamouni · LM 20 Manasseh Ishiaku · OM 12 Serge Djamba-Shango 80e · RF 25 Peter Odemwingie · LF 16 Davy Cooreman · |  |
| Remplaçants : |  |
| RM 15 Rogerio Benjamin De Oliveira 85e · CF 11 Frédéric Tilmant 80e · |  |
| Entraîneur : |  |
| Ariël Jacobs |  |